# Willa „Szwajcarka Górna” w Szczawnicy
Willa „Szwajcarka” w Szczawnicy – zabytkowa willa w Szczawnicy, przy placu Dietla 10, stanowiąca południowy koniec wschodniej jego pierzei.

## Pochodzenie nazwy
Willa została zaprojektowana w szwajcarskim stylu. W Szczawnicy istnieje również willa „Szwajcarka Dolna”, w pobliżu Parku Dolnego, w zakładzie zdrojowym niegdyś Józefa Kołączkowskiego. 

## Historia
Willa została wybudowana w 1852 roku, według projektu Józefa Szalaya. Mieściły się tu dwa mieszkania, jedno z nich było 3-pokojowe. Oba miały balkony wychodzące na plac.
W latach 2006–2008 przeprowadzono gruntowny remont willi.

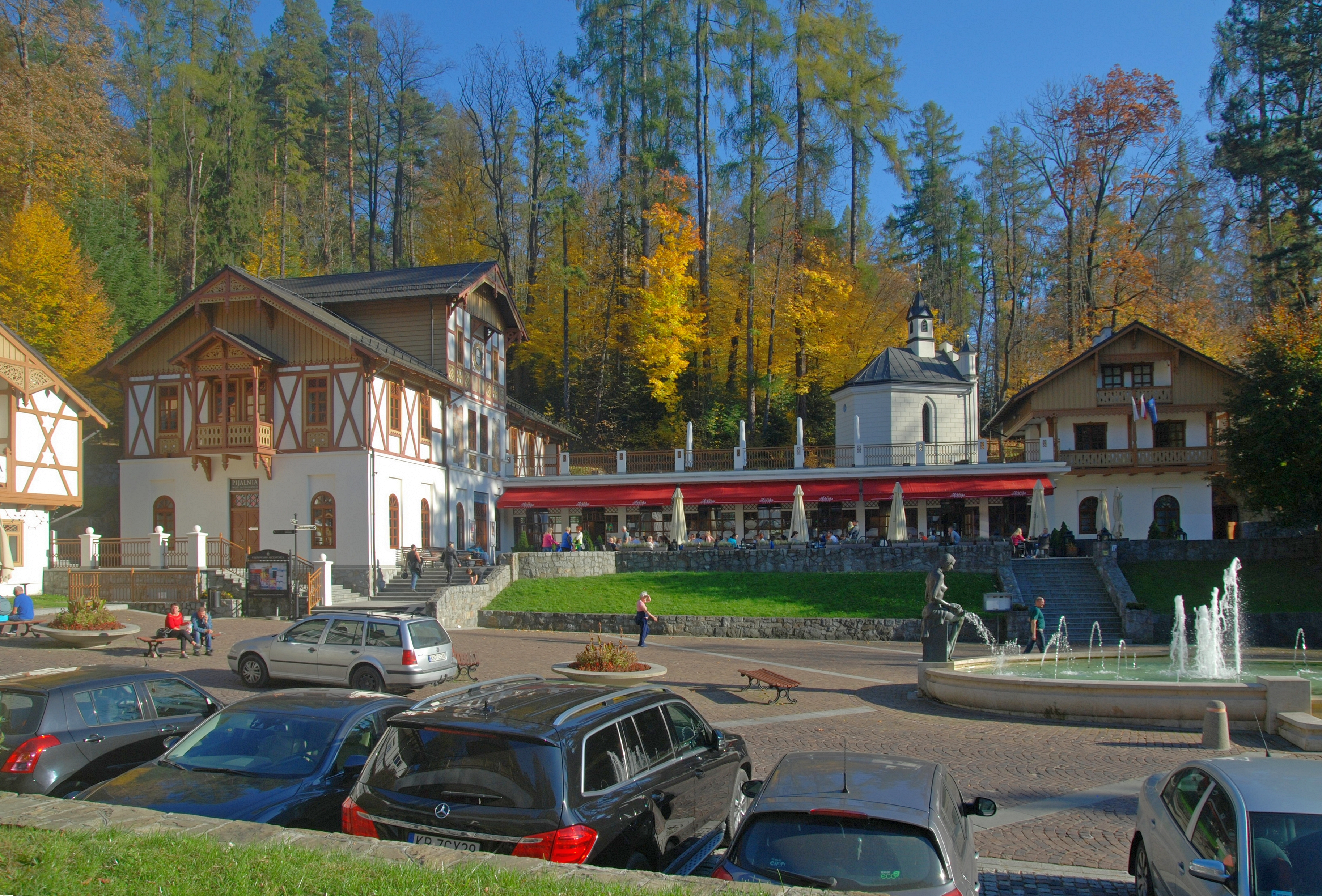
Widok z placu Dietla
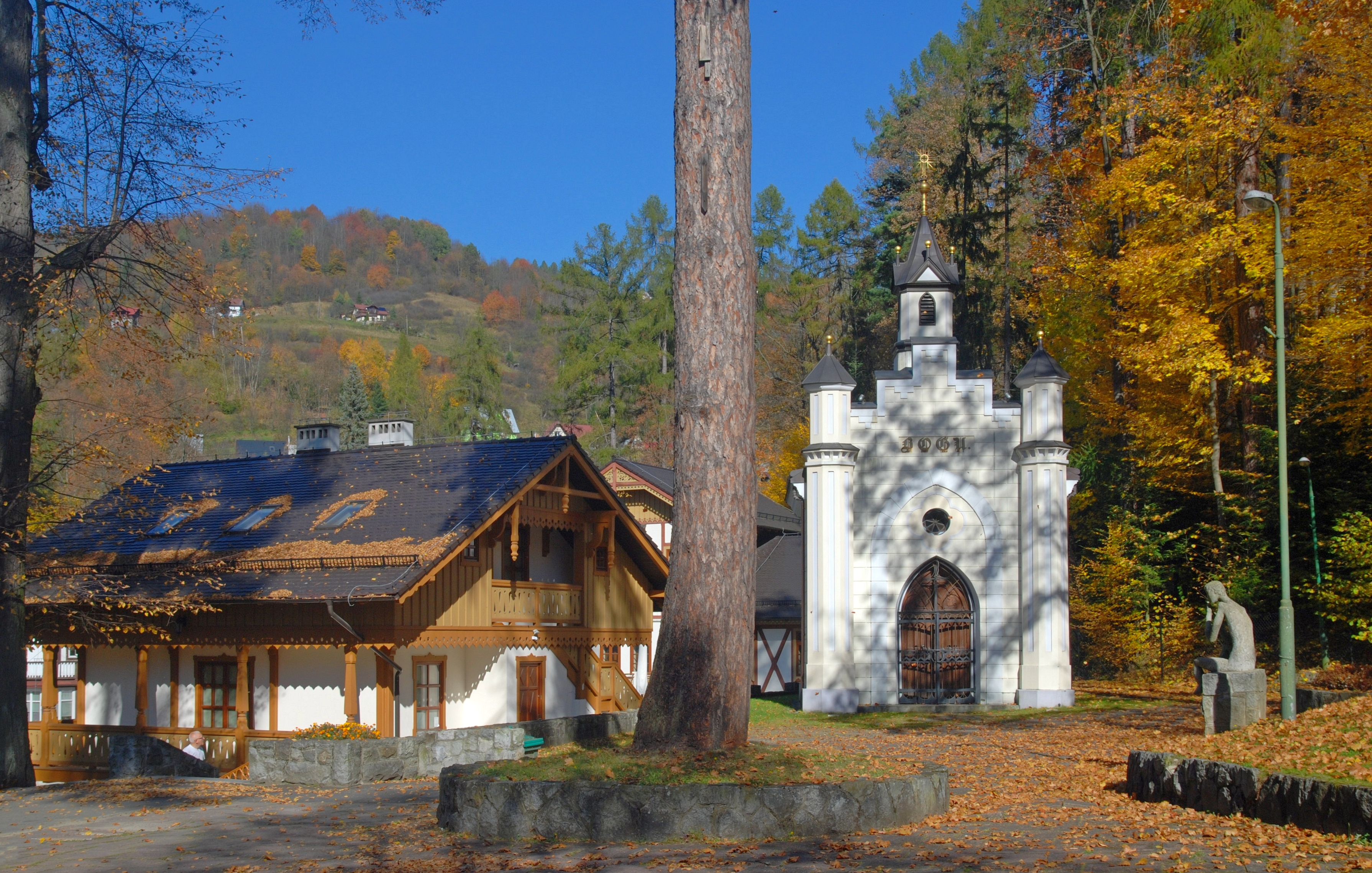
Widok od strony Parku Górnego
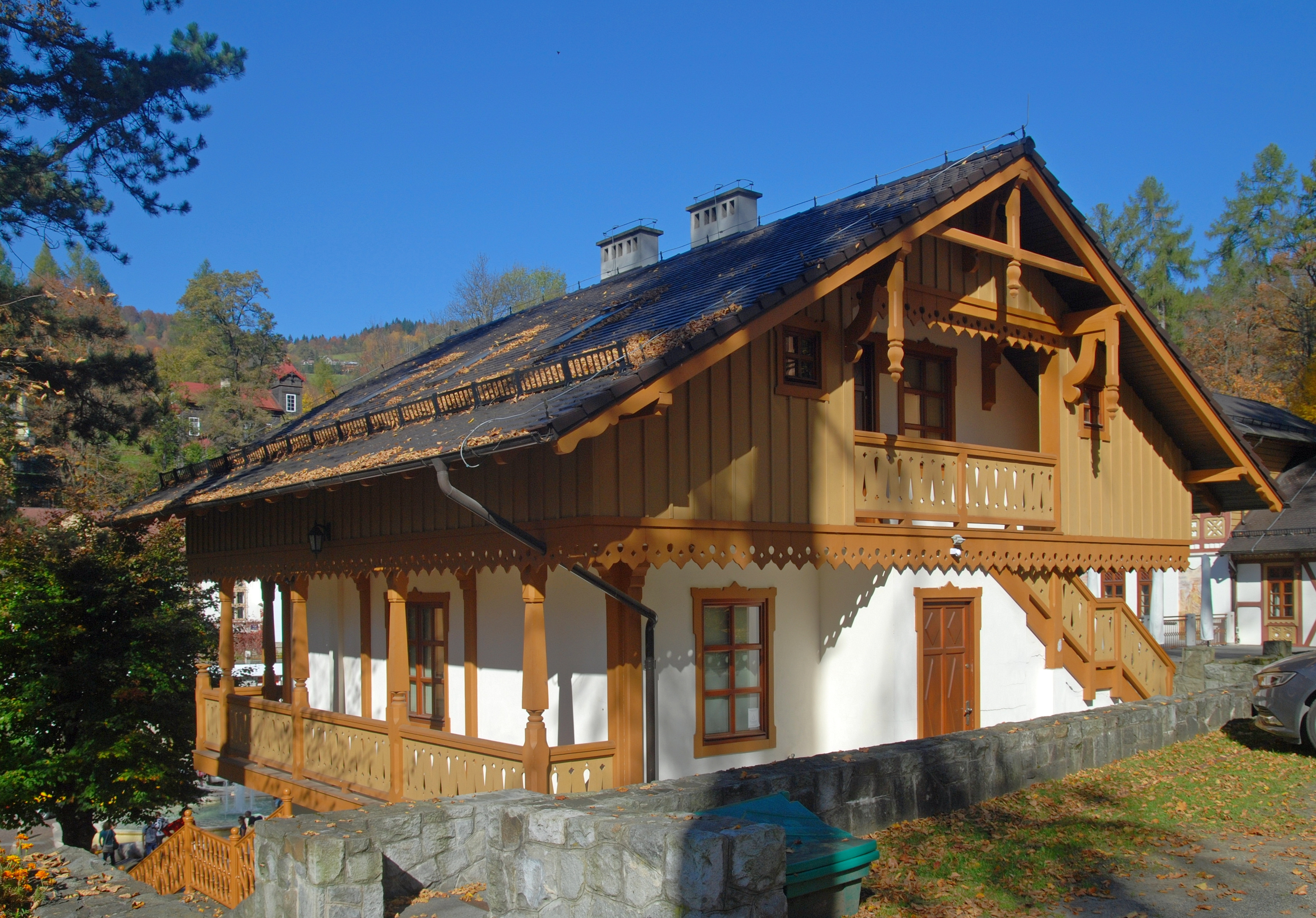
Elewacja wschodnia

## Mieszkańcy i użytkownicy
- Przez wiele lat w willi miał swoją kancelarię lekarz zakładowy Onufry Trembecki.
- Do lat 60. XIX wieku była tu poczta.
- W przyziemiach willi działał sklep ze szklanymi kubkami z podziałką uncjową, bardzo stosowną przy piciu wody zdrojowej.
- W 1902 roku mieszkał tu przez tydzień Kazimierz Przerwa-Tetmajer.
- W drugiej połowie XX wieku były tu mieszkania pracownicze; jedno z nich zajmował lekarz Tadeusz Bańkowski.
- Obecnie, po odtworzeniu willi w historycznej formie w 2008 roku, mieści się tu zaplecze gastronomiczne kawiarni „Cafe Helenka”.

Wprost za willą w Parku Górnym znajdują się zabytkowa kaplica zdrojowa Józefa Szalaya i muszla koncertowa.